# David Daugaard
David Daugaard (født 27. december 1994) er en professionel dansk badmintonspiller. David Daugaards doublemakker er Mathias Christiansen. David er 1,85 meter høj og højrehåndet. 
Daugaard og Christiansen vandt i 2017 bronze ved EM efter et semifinalenederlag til landsmændene Mathias Boe og Carsten Mogensen. Inden da havde de overrasket ved at slå det russiske par Vladimir Ivanov og Ivan Sozonov i kvartfinalen.